# Rebilus tribulation
Rebilus tribulation là một loài nhện trong họ Trochanteriidae. Loài này phân bố ở Queensland.